# 小笠原長常
小笠原 長常（おがさわら ながつね、文政元年10月27日（1818年11月25日） - 明治11年（1878年）8月19日）は、江戸時代末期（幕末）の旗本。小笠原氏7代当主（唐津藩分家、中島陣屋3,000石）。久貝正満の4男として江戸市ヶ谷に生まれ郁七郎と称し、のち小笠原長坦の養子となり織部と名乗る。同じく旗本の久貝正典は兄。養子に長功。官位は従五位下長門守、筑後守。軽鴎と号した。

## 経歴
天保14年（1843年）、家督を継ぎ従五位下長門守に叙任され中奥小姓となる。嘉永6年（1853年）の甲府勤番を経て、安政3年（1856年）に浦賀奉行に就任する。安政5年（1858年）に京都町奉行となって安政の大獄に大きく貢献。万延元年（1860年）に大目付、勘定奉行、文久2年（1862年）に江戸北町奉行と重職を歴任し、新設された政事改革御用掛にも抜擢される。しかし同年後半、安政の大獄での活動を咎められて書院番頭に左遷。さらに間もなく免職、隠居処分となり家督を養子の長功に譲り、軽鴎と号す。
慶応元年（1865年）、再び登用されて官位を筑後守に改め神奈川奉行に復帰。慶応2年（1866年）に陸軍奉行、海軍奉行となった。江戸幕府崩壊後、徳川宗家が静岡藩に転封となるとこれに従った。明治11年（1878年）、愛知県碧海郡中島村の旧代官早川邸に滞在中に病没。墓所は同所の竜泉寺。墓碑には勝海舟の「軽鴎小笠原長常君墓」の墓表、藤原次謙撰文、早川竜介書によるものである。